# Fars dag
Fars dag är en högtid då barn firar sina fäder. Den infaller olika datum i olika länder: i Sverige, Finland, Island, Norge och Estland den andra söndagen i november (9 november 2025). I flera länder firar barnen dagen även till minne av förfäder.

## Historia
Fars dag har sitt ursprung i 1910-talets USA. Initiativtagare var Sonora Smart Dodd i Spokane, staten Washington, som ville hedra sin far William Smart för att denne ensam fostrat henne och hennes fem syskon på sin farm i Washington sedan hans hustru, då hon fött familjens sjätte barn, dött i barnsäng. Första gången firades fars dag den 19 juni 1910 i Spokane. Mrs. Dodds initiativ spred sig och 1924 förklarade president Calvin Coolidge att han stödde idén. Det dröjde sedan till 1966 innan president Lyndon B. Johnson instiftade den tredje söndagen i juni som Fars dag i hela USA.

## Fars dag i Norden
Seden kom till Sverige 1931 och dagen firades till en början i juni även i övriga Norden. Idén fick inte samma spridning som Mors dag, och därför bildade nordiska köpmän en kommitté som fick i uppgift att sprida kännedom om dagen, 1949. Tidpunkten för Fars dag senarelades till november för att ligga bättre i förhållande till Mors dag. Fars dag infaller därför numera i de nordiska länderna (utom Danmark) och i Estland på andra söndagen i november. På 1970-talet fick dagen en större popularitet i samband med att faderns roll i familjen betonades allt mer.

## Traditioner
Farsdagsfirandet sker i första hand privat inom familjen och tar sig liknande former som Mors dag, med farsdagskort, presenter och farsdagsluncher. Dagen uppmärksammas också på många håll med konserter och andra evenemang. Dagen är officiell flaggdag i Finland. I Sverige är Fars dag inte allmän flaggdag, men flaggning är vanligt förekommande.

## Datum
Fars dag firas samtidigt i Sverige, Finland, Island, Norge och Estland. I Danmark firar man den 5 juni. I resten av världen kan Fars dag firas såväl i juni (USA och Storbritannien), augusti (Brasilien), september (Australien) som på Kristi himmelsfärdsdag (Tyskland). En del länder har tämligen nyligen flyttat firandet av Fars dag.
Vilken dag som Fars dag firas på varierar från land till land. Här är några exempel. 
| Bolivia Honduras Italien | Kroatien Liechtenstein Portugal Spanien |

| Afghanistan Argentina Bahamas Bangladesh Bulgarien Chile Colombia Costa Rica Cypern Ecuador Filippinerna Frankrike Ghana Grekland Guyana Hongkong | Indien Irland Israel Jamaica Japan Kanada Kina Kuba Malaysia Malta Mauritius Mexiko Nederländerna Pakistan Panama Paraguay Peru | Puerto Rico Rumänien Schweiz Singapore Slovakien Sri Lanka Storbritannien Sydafrika Tjeckien Trinidad och Tobago Turkiet Ukraina Ungern USA Venezuela Zimbabwe |